# IHL 1968/69
Die Saison 1968/69 war die 24. reguläre Saison der International Hockey League. Während der regulären Saison bestritten die sieben Teams jeweils 72 Spiele. In den Play-offs setzten sich die Dayton Gems durch und gewannen den ersten Turner Cup in ihrer Vereinsgeschichte.

## Reguläre Saison

### Abschlusstabelle
Abkürzungen: GP = Spiele, W = Siege, L = Niederlagen, T = Unentschieden, OTL = Niederlage nach Overtime, GF = Erzielte Tore, GA = Gegentore, Pts = Punkte
|                      | GP | W  | L  | T  | GF  | GA  | Pts |
| -------------------- | -- | -- | -- | -- | --- | --- | --- |
| Dayton Gems          | 72 | 40 | 21 | 11 | 313 | 227 | 91  |
| Toledo Blades        | 72 | 41 | 23 | 8  | 282 | 235 | 90  |
| Muskegon Mohawks     | 72 | 34 | 29 | 9  | 332 | 287 | 77  |
| Port Huron Flags     | 72 | 28 | 30 | 14 | 285 | 289 | 70  |
| Fort Wayne Komets    | 72 | 24 | 33 | 15 | 235 | 262 | 63  |
| Columbus Checkers    | 72 | 26 | 37 | 9  | 286 | 333 | 61  |
| Des Moines Oak Leafs | 72 | 21 | 41 | 10 | 226 | 326 | 52  |

## Turner-Cup-Playoffs
Abkürzungen: GP = Spiele, W = Siege, L = Niederlagen, GF = Erzielte Tore, GA = Gegentore, Pts = Punkte
|                   | GP | W | L | GF | GA | Pts |
| ----------------- | -- | - | - | -- | -- | --- |
| Muskegon Mohawks  | 3  | 3 | 0 | 20 | 6  | 6   |
| Dayton Gems       | 3  | 3 | 0 | 8  | 6  | 6   |
| Toledo Blades     | 3  | 1 | 2 | 15 | 7  | 2   |
| Fort Wayne Komets | 3  | 1 | 2 | 10 | 15 | 2   |
| Columbus Checkers | 3  | 1 | 2 | 10 | 15 | 2   |
| Port Huron Flags  | 3  | 0 | 3 | 11 | 16 | 0   |

|  | Turner-Cup-Halbfinale | Turner-Cup-Halbfinale | Turner-Cup-Halbfinale |  |  | Turner-Cup-Finale | Turner-Cup-Finale | Turner-Cup-Finale |
|  |                       |                       |                       |  |  |                   |                   |                   |
|  |                       |                       |                       |  |  |                   |                   |                   |
|  | 1                     | Muskegon Mohawks      | 3                     |  |  |                   |                   |                   |
|  | 3                     | Toledo Blades         | 2                     |  |  |                   |                   |                   |
|  |                       |                       |                       |  |  | 1                 | Muskegon Mohawks  | 0                 |
|  |                       |                       |                       |  |  | 2                 | Dayton Gems       | 3                 |
|  | 2                     | Dayton Gems           | 3                     |  |  |                   |                   |                   |
|  | 4                     | Fort Wayne Komets     | 0                     |  |  |                   |                   |                   |
|  |                       |                       |                       |  |  |                   |                   |                   |

## Vergebene Trophäen

### Mannschaftstrophäen
| Auszeichnung                                          | Team        |
| ----------------------------------------------------- | ----------- |
| Turner Cup Gewinner der IHL-Playoffs                  | Dayton Gems |
| Fred A. Huber Trophy Bestes Team der regulären Saison | Dayton Gems |

### Individuelle Trophäen
| Auszeichnung                                                       | Spieler        | Team              |
| ------------------------------------------------------------------ | -------------- | ----------------- |
| James Gatschene Memorial Trophy MVP der regulären Saison           | Don Westbrooke | Dayton Gems       |
| Leo P. Lamoureux Memorial Trophy Bester Scorer                     | Don Westbrooke | Dayton Gems       |
| Governor’s Trophy Bester Verteidiger                               | Alain Beaulé   | Dayton Gems       |
| Governor’s Trophy Bester Verteidiger                               | Maurice Benoit | Dayton Gems       |
| James Norris Memorial Trophy Torhüter mit den wenigsten Gegentoren | John Adams     | Dayton Gems       |
| James Norris Memorial Trophy Torhüter mit den wenigsten Gegentoren | Pat Rupp       | Dayton Gems       |
| Garry F. Longman Memorial Trophy Bester Rookie                     | Doug Volmar    | Columbus Checkers |